# Oameni respectabili (film)

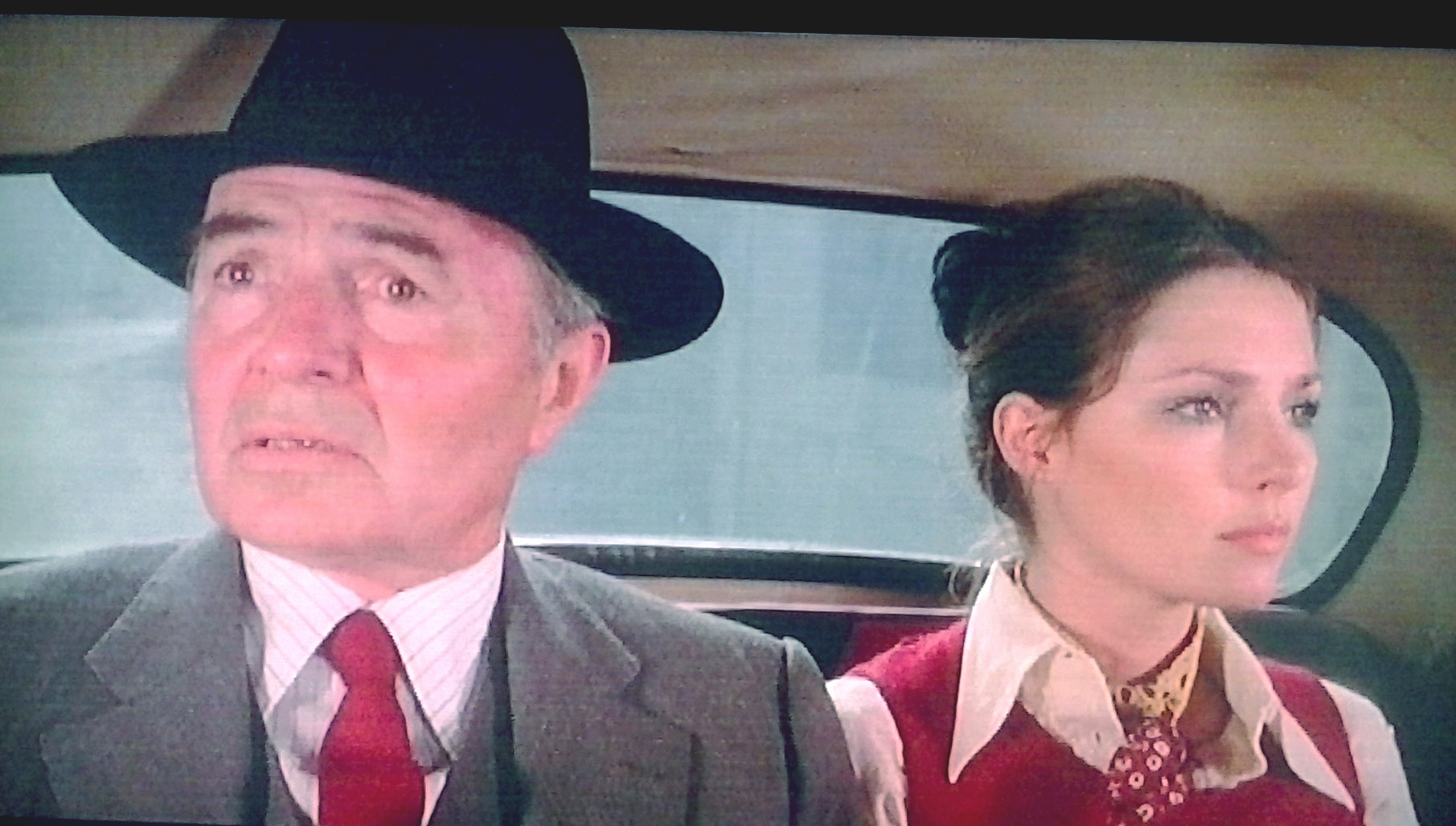
James Mason și Jennifer O'Neill într-o scenă din film

Oameni respectabili (titlul original: în italiană Gente di rispetto) este un film dramatic italian, realizat în 1975 de regizorul Luigi Zampa, după romanul scriitorului Giuseppe Fava, protagoniști fiind actorii Jennifer O'Neill, Franco Nero, James Mason și Orazio Orlando.

## Rezumat
Profesoara Elena Bardi se transferă din Sondrio tocmai într-un oraș sicilian, unde este hărțuită de un bărbat fără să intervină nimeni să-i ia apărarea. A doua zi dimineața acesta este găsit mort. Elena primește cazare la un avocat pe nume Bellocampo, un enigmatic moșier care cunoaște toate secretele orașului. La școală Elena se lovește de dificultățile abandonului școlar, în timp ce nonconformismul ei o împiedică să se apropie de colegi, cu excepția profesorului Belcore, cu care începe o relație, pe care nu îndrăznește să o facă publică. Într-o zi, Bellocampo o duce în cartierele sărace ale orașului de unde provine abandonul școlar și o informează că degradarea ar putea fi eliminată cu aprobarea unei firme de avocatură din Parlament.
Când este victima unei a doua agresiuni ai cărei provocatori sunt și ei găsiți morți, Elena realizează că toată lumea crede că are o putere miraculoasă. Deși îngrijorată de această noțiune, ea decide să o folosească pentru a-i cere primarului să acorde subvenții celor mai sărace familii, pe care le obține imediat. Considerația față de ea crește atât de mult încât acum toată lumea își trimite copiii la școală. Ea îl întâlnește și pe puternicul senator Cataudella și îi cere să deblocheze legea pentru reabilitarea cartierelor sărace, ceea ce se întâmplă la scurt timp mai târziu.
Un jurnalist îi spune că în realitate doar o parte din lege a fost aprobată pentru a interveni în domenii care implică o speculație a lui Bellocampo. Confruntat cu indignarea Elenei, el îi spune să urască orașul pentru că l-au ucis pe fratele său pe când era podestà. Elena realizează că a fost folosită, iar relația cu Belcore se termină și din cauza lașității lui. Ea decide apoi să plece, dar în dimineața plecării ei, ea nu se urcă în autobuzul care ar duce-o departe.

## Distribuție
- Jennifer O'Neill – profesoara Elena Bardi
- Franco Nero – profesorul Michele Belcore
- James Mason – avocatul Bellocampo
- Orazio Orlando – Occhipinti, judecătorul de instrucție
- Aldo Giuffré – comandantul carabinierilor
- Claudio Gora – senatorul Cataudella
- Franco Fabrizi – dr. Sanguedolce, medic
- Carla Calò – dna. Calafiore
- Gigi Bonos – preotul paroh
- Rosario Bonaventura – Calogero Villarà
- Gino Pagnani – Agostino Profumo, jurnalist
- Oreste Baldini – Nicola Bellocampo
- Lino De Agrò – av. Viola, primar
- Antonina Micalizzi – Rosaria Papalia
- Calogero Milazzo – șoferul avocatului
- Ugo Piscitello – sacristan